# 骨盆檢查
骨盆檢查（又稱骨盆腔檢查、盆腔檢查、內診或是婦科檢查），為婦產科中最基本的身體檢查。其可粗略分為外部的檢查和內部的檢查兩部分，內部檢查於英文中又可稱作“雙手觸診”或是“子宮觸診”；檢查的方式又分為視診與觸診。如果有發現異常的分泌物以及骨盆腔部分的疼痛，醫生通常會要求進這項檢查。
在進行內診前，一般會先要求受檢者更衣及排空尿液以方便檢查。受檢者會以典型姿勢——背躺截石式(Dorsal lithotomy position)躺在內診用診察台上，檢查者要注意受檢者的臀部是否有在診察台的下緣、外陰部是否可以完整的檢視到以及陰道擴張器是否可以無阻礙的放入陰道。

## 外部的檢查
- 生理結構檢視——外陰部、會陰、小腹、恥骨丘、肛門、臀部及尾椎部位[3]
- 陰部皮膚病變或損傷的檢查——要注意任何病灶、紅、腫、色素沉著、硬塊、皮膚質地、外傷、刮、淤。潰爛或化膿要考慮細菌培養，以及任何病灶要測量大小,並仔細描述外觀。[3]
- 腹部的觸診——觸診感覺（可動、壓痛、硬度……）[3]

## 內部的檢查

### 使用阴道扩张器的检查
阴道扩张器为一外型似鸭嘴的医疗器具，它的功能即用于扩张并固定阴道以利檢查。该项的检查目的为检视阴道及子宫颈部的病变，像是性病、溃烂、化脓、细菌感染或是否有异物。进行子宫颈抹片检查、子宫内膜取样或阴道内部细菌采样都可能会使用这个方法。

### 雙手觸診
雙手觸診的方式是使用兩隻手指(通常是食指和中指)完全放置入陰道，直到碰觸到子宮頸。之後輕輕往下壓45度，觀察是否有無結節或是觸痛(cervical motion tenderness)，然後再以手指觸診子宮頸。子宮頸的運動觸痛通常代表有盆腔炎（如子宮外孕或闌尾炎等），必須再仔細檢視是哪個器官有異常。檢查者在進行雙手觸診時還會同時按壓下腹部以檢視盆腔內是否有器官結構異常、異位。通常檢查者要注意子宮的大小、形狀、自由度、外型、硬度及位置（前傾後傾或正中）以及子宮兩側附屬器(Adnexa)是否有任何腫大。

## 受檢者的舒適度與注意事項
內診應該不會對受檢者造成極大的不舒服，但是考量到個人的敏感度和本身有陰道感染的病患，檢查者應於置入檢查用具或手指前進行告知，並給予適當的潤滑和適溫，檢查的過程中也應該緩慢而小心。在進行觸診時壓迫或接觸到卵巢時可能會產生疼痛感。進行子宮頸抹片檢查時會有括騷感。
【醫生建議檢查程序】
- 一、確定病患已有性經驗、最後一次性行為時間、月經週期。
- 二、拉上簾幕，由護士陪同病患脫裙褲，協助上檢查檯。病患就緒後，醫師再進入簾幕內。
- 三、檢查時一定要戴手套。
- 四、檢查當下，可以口述目前進行的動作及其意義。例如「我要使用鴨嘴器檢查，可能會感覺到冰涼」等。
- 五、不要在檢查時，談論不相關的話題。
- 六、盡量使用中性的名詞，而非民間常用俗語。例如，「有多重性伴侶嗎？」而非「跟很多人做過嗎？」
- 七、不相關人不可進入簾幕。
- 八、檢查完畢後，醫師先退出，讓病患整理好衣物，回到問診間再繼續討論病情。

《聯合晚報2006/03/03-韋麗文》

## 告知的義務
在幾項研究與報導中指出，許多醫生及實習醫生在未經過女性病患的同意下，將他們當作教材利用，練習內診技巧。加拿大研究中的案例更指出，有些女病人是在麻醉的狀況下被當作練習的對象，而且當時進行的手術根本不需要進行內診。因此在當時引起了相當大的爭議。現今，在加拿大、英國及美國當醫生需要進行內診的時候，需要事前獲得病患的同意。有學者認為讓實習生於麻醉的女病患上練習內診的技巧是相當合適的，但前提是要讓病患知道該醫學生也是醫療小組的一員，他也在手術中負責照顧病患，而且只有一個人會進行練習，最重要的一點是病患仍舊有權拒絕。未經同意的練習在法律上被視作侵犯病人的自主權，依照英國的法律有可能被控以傷害罪。
現今在美國、加拿大、澳大利亞、瑞典和英國，專業病人(professional patients, PP)常會被應用在內診的教學上，並且研究指出這個工作本身增加了這些專業病人的醫學知識也增進了他們對自己身體的了解。

## 外部連結
- video-Pelvic examination(英文) （页面存档备份，存于）